# اردک سرحنایی جنوبی
اردک سرحنایی جنوبی (نام علمی: Netta erythrophthalma) نام یک گونه از زیرخانواده مرغابیان روآبچر است.